# Onaanvaardbaarverklaring
De onaanvaardbaarverklaring is in het Nederlands staatsrecht een middel voor het kabinet om aan te geven dat zij een voorgesteld amendement, een motie of wetsvoorstel (of de verwerping ervan) door de Tweede Kamer der Staten-Generaal niet wenst te aanvaarden. Deze verklaring kan bijvoorbeeld een mededeling van een minister of staatssecretaris zijn dat het kabinet een door haar ingediend wetsvoorstel zal willen intrekken (op grond van artikel 86 van de Grondwet) als de Kamer een bepaald amendement alsnog doorvoert. Een onaanvaardbaarverklaring, ofwel het uitspreken van 'het onaanvaardbaar', kan ook een dreiging met een kabinets- of ministerscrisis inhouden: het kabinet (of de individuele minister) volgt in dat geval de vertrouwensregel en stapt op bij verwerping van het wetsvoorstel dan wel bij doorvoering van een bepaald amendement.

## Wettekst
| Wet(boek)    | Grondwet |
| Artikel      | 86 |
| Omschrijving | 1. Zolang een voorstel van wet niet door de Staten-Generaal is aangenomen, kan het door of vanwege de indiener worden ingetrokken. 2. Zolang de Tweede Kamer onderscheidenlijk de verenigde vergadering een door haar in te dienen voorstel van wet niet heeft aangenomen, kan het door het lid of de leden door wie het aanhangig is gemaakt, worden ingetrokken. |